# Gabon na Letnich Igrzyskach Olimpijskich 1984
Gabon na Letnich Igrzyskach Olimpijskich 1984 reprezentowało 4 zawodników, 2 mężczyzn i 2 kobiety.

## Skład kadry

### Boks
Mężczyźni
- Dieudonné Mzatsi
  - waga piórkowa - 17. miejsce

- Desiré Ollo
  - waga lekka - 17. miejsce

### Lekkoatletyka
Kobiety
- Gisèle Ongollo
  - bieg na 100 m - odpadła w eliminacjach

- Odette Mistoul
  - pchnięcie kulą - 13. miejsce